# 우유자조금관리위원회
우유자조금관리위원회(牛乳自助金管理委員會)는 국민건강을 위한 우유의 소비촉진에 이바지하기 위하여 설립된 기관이다. 서울특별시 서초구 서초대로 141-25(방배동 882-33), 3층에 위치하고 있다.

## 설립 근거
- 축산자조금의 조성 및 운용에 관한 법률 제3조[3]

## 연혁
- 1998년 한국낙농육우협회 이사회 및 총회 의결을 통해 낙농자조금사업 실시키로 의결
- 2002년 5월 임의자조금사업 실시
- 2002년 6월 농업협동조합중앙회와 한국낙농육우협회가 공동 추진에 대한 의견 조율
- 2005년 한국낙농육우협회 총회에서 임의자조금사업을 의무자조금사업으로 전환키로 의결
- 2005년 8월 농림부 가축사육두수조사 완료
- 2005년 11월 전국 69개 선거구에서 대의원 150명 전원 선출
- 2006년 5월 낙농자조금사무국 설치 (서울특별시 서초구 서초동)
- 2006년 7월 연령 계층별 우유소비촉진 사업, 단체급식메뉴 보급사업 전개
- 2014년 1월 낙농자조금을 우유자조금으로 명칭 변경

## 조직

### 대의원회

#### 위원장
- 관리위원회
- 감사
- 사무국
  - 총무회계팀
  - 기획관리팀

## 같이 보기
- 계란자조금관리위원회
- 한돈자조금관리위원회
- 한우자조금관리위원회
- 한국낙농육우협회